# Balkanostenasellus rumelicus
Balkanostenasellus rumelicus is een pissebed uit de familie Stenasellidae. De wetenschappelijke naam van de soort is voor het eerst geldig gepubliceerd in 1967 door Cvetkov.